# Сандал (тауншип, Миннесота)
Сандал (англ. Sundal) — тауншип в округе Норман, Миннесота, США. На 2000 год его население составило 145 человек.

## География
По данным Бюро переписи населения США площадь тауншипа составляет 92,4 км², из которых 92,4 км² занимает суша, водоёмов нет.

## Демография
По данным переписи населения 2000 года здесь находились 145 человек, 53 домохозяйства и 40 семей. Плотность населения —  1,6 чел./км². На территории тауншипа расположено 67 построек со средней плотностью 0,7 построек на один квадратный километр. Расовый состав населения: 95,86 % белых, 0,69 % коренных американцев и 3,45 % приходится на две или более других рас.
Из 53 домохозяйств в 41,5 % воспитывались дети до 18 лет, в 69,8 % проживали супружеские пары, в 5,7 % проживали незамужние женщины и в 24,5 % домохозяйств проживали несемейные люди. 24,5 % домохозяйств состояли из одного человека, при том 9,4 % из — одиноких пожилых людей старше 65 лет. Средний размер домохозяйства — 2,74, а семьи — 3,28 человека.
31,0 % населения — младше 18 лет, 3,4 % — в возрасте от 18 до 24 лет, 28,3 % — от 25 до 44, 25,5 % — от 45 до 64, и 11,7 % — старше 65 лет. Средний возраст — 40 лет. На каждые 100 женщин приходилось 123,1 мужчин. На каждые 100 женщин старше 18 приходилось 122,2 мужчин.
Средний годовой доход домохозяйства составлял 48 750 долларов, а средний годовой доход семьи —  49 250 долларов. Средний доход мужчин —  36 250  долларов, в то время как у женщин — 15 625. Доход на душу населения составил 14 578 долларов. За чертой бедности находились 9,3 % семей и 9,6 % всего населения тауншипа, из которых 12,9 % младше 18 и 10,0 % старше 65 лет.